# Cinq-Mars-la-Pile
Pour les articles homonymes, voir Cinq-Mars et Pile.
Cinq-Mars-la-Pile (/sɛ̃ maʁ la pil/ ) est une commune française du département d'Indre-et-Loire, en région Centre-Val de Loire.

## Géographie

### Situation
Cinq-Mars-la-Pile est une commune située une quinzaine de kilomètres à l'ouest de Tours, la préfecture d'Indre-et-Loire. Elle s'établit au nord de la Loire, adossée au coteau. Elle est traversée par le Breuil qui termine quelques kilomètres plus loin sa course dans la Roumer, juste avant que cette dernière ne se jette dans la Loire.
|                               | Mazières-de-Touraine | Saint-Étienne-de-Chigny |
| Langeais                      | Cinq-Mars-la-Pile    |                         |
| La Loire La Chapelle-aux-Naux | La Loire Villandry   | La Loire Berthenay      |

### Hydrographie

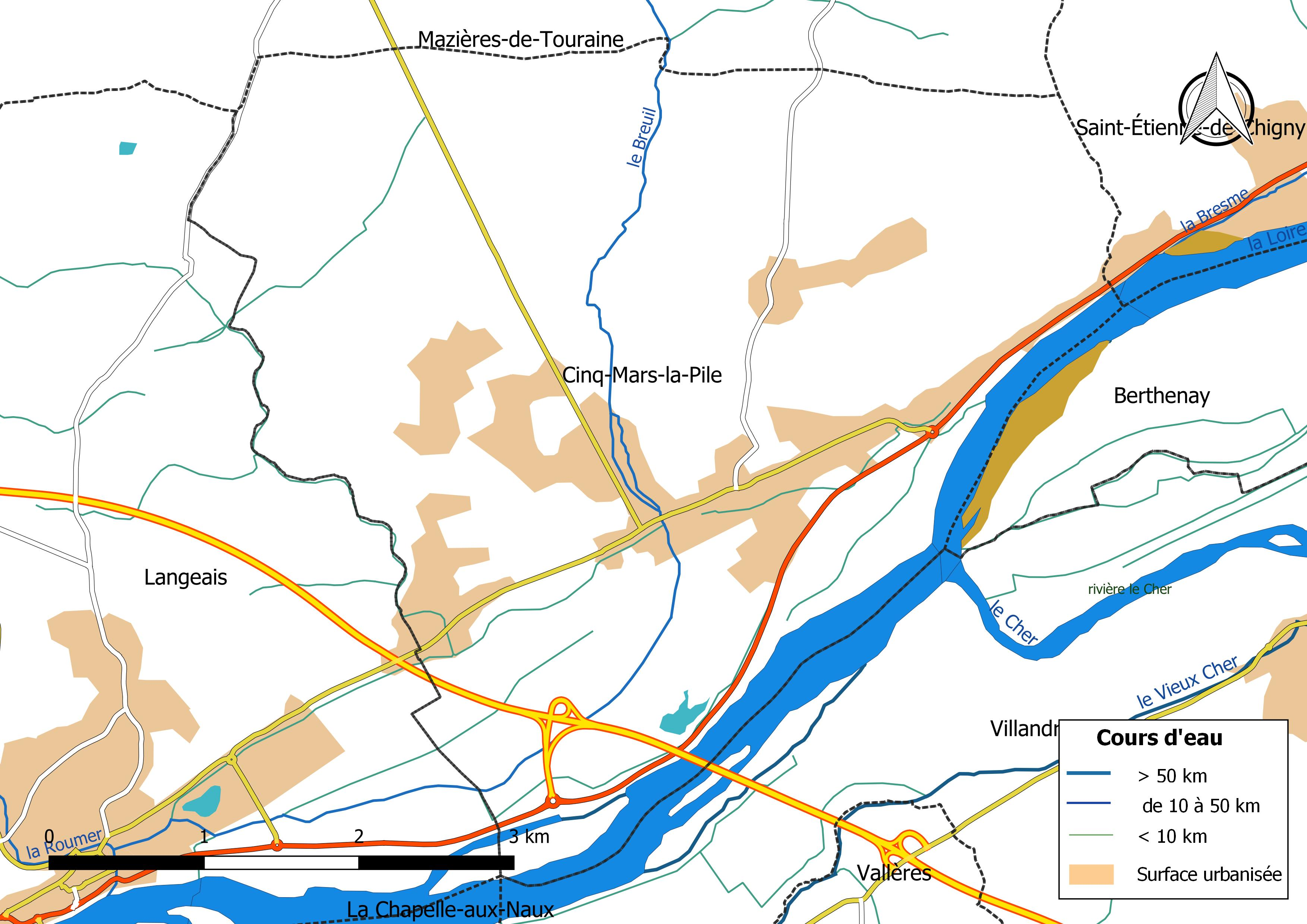
Réseau hydrographique de Cinq-Mars-la-Pile.

La commune est bordée sur son flanc sud-est par la Loire (3,71 km), qui en constitue la limite communale. Le réseau hydrographique communal, d'une longueur totale de 24,98 km, comprend un autre cours d'eau notable, le Breuil (5,717 km sur la commune), et divers petits cours d'eau pour certains temporaires,.
Le cours de la Loire s’insère dans une large vallée qu’elle a façonnée peu à peu depuis des milliers d’années. Elle traverse d'est en ouest le département d'Indre-et-Loire depuis Mosnes jusqu'à Candes-Saint-Martin, avec un cours large et lent. La Loire présente des fluctuations saisonnières de débit assez marquées. Sur le plan de la prévision des crues, la commune est située dans le tronçon de la Loire tourangelle, qui court entre la sortie de Nazelles-Négron et la confluence de la Vienne, dont la station hydrométrique de référence la plus proche est située à Langeais. Le débit mensuel moyen (calculé sur 34 ans pour cette station) varie de 142 m3/s au mois d'août  à 753 m3/s au mois de février. Le débit instantané maximal observé sur cette station est de 3 060 m3/s et s'est produit le 10 mai 2001, la hauteur maximale relevée a été de 4,89 m le 24 mars 1988,. La hauteur maximale historique a été atteinte le 27 septembre 1856 avec 6,80 m.
Sur le plan piscicole, la Loire est classée en deuxième catégorie piscicole. Le groupe biologique dominant est constitué essentiellement de poissons blancs (cyprinidés) et de carnassiers (brochet, sandre et perche).
Le Breuil, d'une longueur totale de 14,6 km, prend sa source dans la commune d'Ambillou et se jette dans la Roumer à Langeais, après avoir traversé 4 communes. Plusieurs moulins à eau établis sur son cours ont cessé de fonctionner au XXe siècle, le dernier en 1985. Sur le plan piscicole, le Breuil est également classé en deuxième catégorie piscicole.
Quatre zones humides ont été répertoriées sur la commune par la direction départementale des territoires (DDT) et le conseil départemental d'Indre-et-Loire : « la vallée du Breuil aux Tronchées », « la vallée du Breuil de Velantan à Cinq-Mars-la-Pile », « la vallée du Breuil du Château de La Touche à Vélantan » et « la vallée de la Loire de Mosnes à Candes-Saint-Martin »,.

### Voies de communication
Un échangeur de l'autoroute A85, situé sur le territoire de Cinq-Mars-la-Pile, dessert également la ville de Langeais. À son entrée, les destinations extrêmes affichées sont Nantes et Lyon.
Depuis mai 2019, une piste cyclable en site propre relie Cinq-Mars-la-Pile à Langeais.

### Transports publics
La commune dispose d'une gare SNCF qui la relie par TER à Tours, vers l'est, et à Saumur, Angers et Nantes, vers l'ouest.

### Climat
Pour des articles plus généraux, voir Climat du Centre-Val de Loire et Climat d'Indre-et-Loire.
En 2010, le climat de la commune est de type climat océanique dégradé des plaines du Centre et du Nord, selon une étude du CNRS s'appuyant sur une série de données couvrant la période 1971-2000. En 2020, Météo-France publie une typologie des climats de la France métropolitaine dans laquelle la commune est dans une zone de transition entre le climat océanique et le climat océanique altéré et est dans la région climatique Moyenne vallée de la Loire, caractérisée par une bonne insolation (1 850 h/an) et un été peu pluvieux.
Pour la période 1971-2000, la température annuelle moyenne est de 11,4 °C, avec une amplitude thermique annuelle de 15,1 °C. Le cumul annuel moyen de précipitations est de 711 mm, avec 10,8 jours de précipitations en janvier et 6,8 jours en juillet. Pour la période 1991-2020, la température moyenne annuelle observée sur la station météorologique de Météo-France la plus proche, sur la commune de Lignières-de-Touraine à 6 km à vol d'oiseau, est de 11,8 °C et le cumul annuel moyen de précipitations est de 700,0 mm,. Pour l'avenir, les paramètres climatiques de la commune estimés pour 2050 selon différents scénarios d'émission de gaz à effet de serre sont consultables sur un site dédié publié par Météo-France en novembre 2022.

## Urbanisme

### Typologie
Au 1er janvier 2024, Cinq-Mars-la-Pile est catégorisée bourg rural, selon la nouvelle grille communale de densité à sept niveaux définie par l'Insee en 2022.
Elle appartient à l'unité urbaine de Cinq-Mars-la-Pile, une agglomération intra-départementale regroupant deux  communes, dont elle est ville-centre,,. Par ailleurs la commune fait partie de l'aire d'attraction de Tours, dont elle est une commune de la couronne,. Cette aire, qui regroupe 162 communes, est catégorisée dans les aires de 200 000 à moins de 700 000 habitants,.

### Occupation des sols
L'occupation des sols de la commune, telle qu'elle ressort de la base de données européenne d’occupation biophysique des sols Corine Land Cover (CLC), est marquée par l'importance des territoires agricoles (60,6 % en 2018), en diminution par rapport à 1990 (66,2 %). La répartition détaillée en 2018 est la suivante : 
terres arables (26,9 %), zones agricoles hétérogènes (20 %), forêts (17,6 %), zones urbanisées (14,3 %), prairies (12,3 %), eaux continentales (4,2 %), milieux à végétation arbustive et/ou herbacée (1,9 %), cultures permanentes (1,4 %), zones industrielles ou commerciales et réseaux de communication (1,2 %), espaces ouverts, sans ou avec peu de végétation (0,2 %). L'évolution de l’occupation des sols de la commune et de ses infrastructures peut être observée sur les différentes représentations cartographiques du territoire : la carte de Cassini (XVIIIe siècle), la carte d'état-major (1820-1866) et les cartes ou photos aériennes de l'IGN pour la période actuelle (1950 à aujourd'hui).

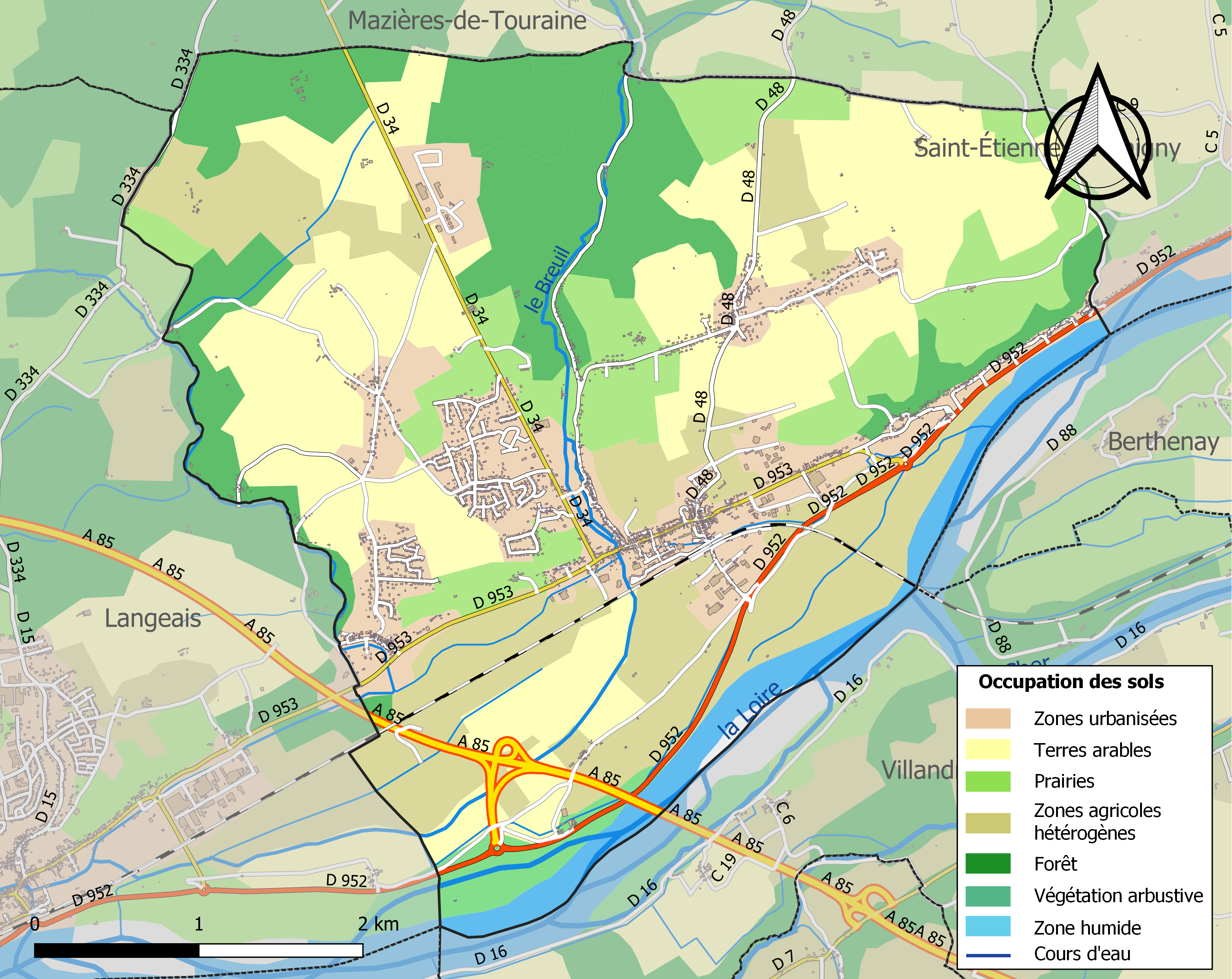
Carte des infrastructures et de l'occupation des sols de la commune en 2018 (CLC).

### Risques majeurs
Le territoire de la commune de Cinq-Mars-la-Pile est vulnérable à différents aléas naturels : météorologiques (tempête, orage, neige, grand froid, canicule ou sécheresse), inondations, feux de forêts, mouvements de terrains et séisme (sismicité faible). Un site publié par le BRGM permet d'évaluer simplement et rapidement les risques d'un bien localisé soit par son adresse soit par le numéro de sa parcelle.
Certaines parties du territoire communal sont susceptibles d’être affectées par le risque d’inondation par débordement de cours d'eau, notamment le Cher, la Loire et le Breuil. La commune a été reconnue en état de catastrophe naturelle au titre des dommages causés par les inondations et coulées de boue survenues en 1991, 1999 et 2001,.
Pour anticiper une remontée des risques de feux de forêt et de végétation vers le nord de la France en lien avec le dérèglement climatique, les services de l’État en région Centre-Val de Loire (DREAL, DRAAF, DDT) avec les SDIS ont réalisé en 2021 un atlas régional du risque de feux de forêt, permettant d’améliorer la connaissance sur les massifs les plus exposés. La commune, étant pour partie dans le massif de Bourgueil, est classée au niveau de risque 1, sur une échelle qui en comporte quatre (1 étant le niveau maximal).

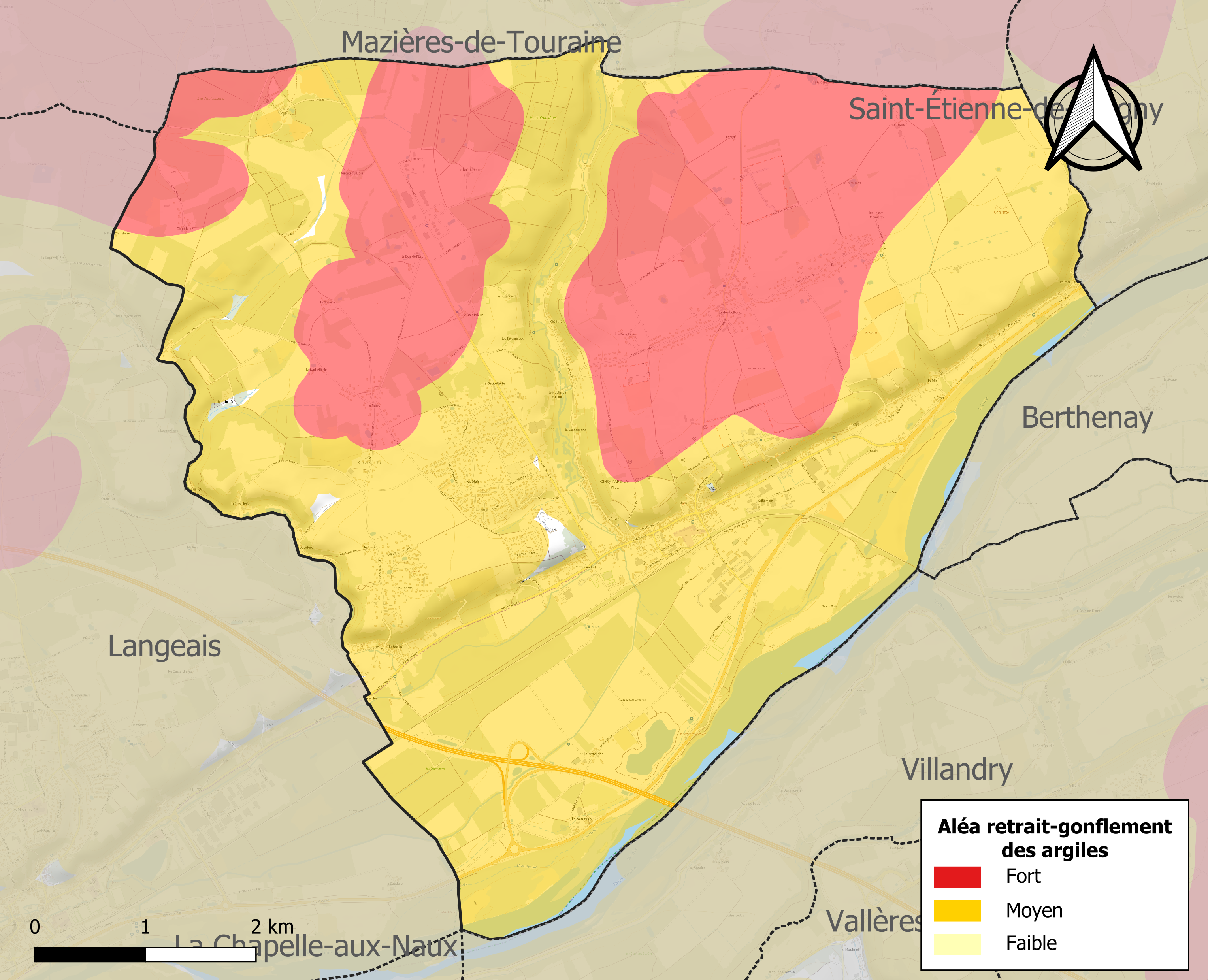
Carte des zones d'aléa retrait-gonflement des sols argileux de Cinq-Mars-la-Pile.

La commune est vulnérable au risque de mouvements de terrains constitué principalement du retrait-gonflement des sols argileux. Cet aléa est susceptible d'engendrer des dommages importants aux bâtiments en cas d’alternance de périodes de sécheresse et de pluie. 98,8 % de la superficie communale est en aléa moyen ou fort (90,2 % au niveau départemental et 48,5 % au niveau national). Sur les 1 507 bâtiments dénombrés sur la commune en 2019, 1501 sont en aléa moyen ou fort, soit 100 %, à comparer aux 91 % au niveau départemental et 54 % au niveau national. Une cartographie de l'exposition du territoire national au retrait gonflement des sols argileux est disponible sur le site du BRGM,.
Concernant les mouvements de terrains, la commune a été reconnue en état de catastrophe naturelle au titre des dommages causés par la sécheresse en 1989, 1990, 1993, 1996, 2011 et 2017 et par des mouvements de terrain en 1995, 1999, 2001 et 2013.

## Toponymie

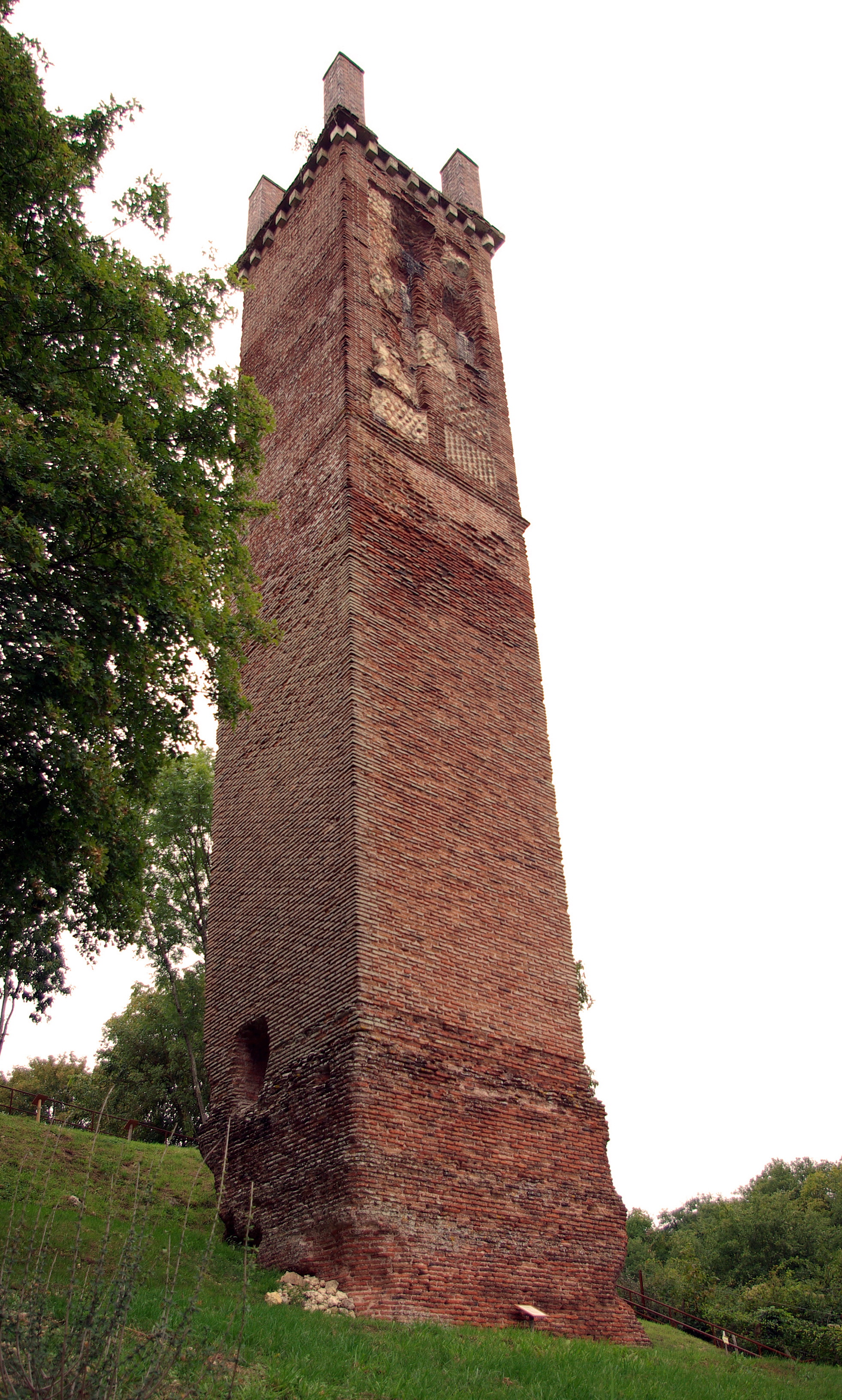
Pile, de Cinq-Mars-la-Pile

Attestée sous les formes Terra Sancti Medardi en 915, ecclesia de Pila Beati Medardi en 1012, Prioratus Sancti Medardi de Pila et Sancto Medardo en 1170, ecclesia Sancti Medardi de Pila en 1247, Sancti Marcius, villa Sancti Marci en 1272.
« Cinq-Mars » représente une cacographie de « Saint-Mars », attestée dès la fin du XVIe siècle. Saint-Mars est une déformation du nom hagiotoponymique de saint Médard.
Le complément -la-pile est l'évocation de la Pile de Cinq-Mars.

## Histoire
La seigneurie de Cinq-Mars (alias Saint-Médard),, ne cessa de passer de famille en famille seigneuriale depuis le XIe siècle au moins : les Cinq-Mars, L'Isle-Bouchard, Rougé et Châteaugiron (maisons féodales apparentées) ; les La Trémoïlle par acquisition, suivis des Husson-Tonnerre ; les Ruzé d'Effiat par acquisition ; enfin, les d'Albert de Luynes par acquisition.
Depuis les d'Albert de Luynes, cinq familles ont acquis les château et domaine de Cinq-Mars : François-Charles Moisant en 1797 (1764-1808 ; aussi propriétaire de Langeais et de la Perraudière, et beau-frère de Goüin-Moisant) puis sa fille Magdeleine-Zéphirine Moisant (1807-1878), femme de René Boisseau de Beaulieu (Postérité) ; M. et Mme Mathieu Maucler en 1845 ; M. et Mme Louis Bussienne en 1856 ; Théobald-Arthur Genty en 1877 ; M. et Mme Nicolas Untersteller depuis 1957 puis leur fils Louis-Paul Untersteller (né en 1940).
À l'été 1944, le pont ferroviaire fut détruit par un bombardement allié.

## Politique et administration

### Tendances politiques et résultats
| Scrutin             | Scrutin             | 1er tour | 1er tour | 1er tour | 1er tour | 1er tour  | 1er tour | 1er tour | 1er tour  | 1er tour | 1er tour | 1er tour | 1er tour | 2d tour | 2d tour | 2d tour | 2d tour | 2d tour | 2d tour |
| Scrutin             | Scrutin             | 1er      | 1er      | %        | 2e       | 2e        | %        | 3e       | 3e        | %        | 4e       | 4e       | %        | 1er     | 1er     | %       | 2e      | 2e      | %       |
| ------------------- | ------------------- | -------- | -------- | -------- | -------- | --------- | -------- | -------- | --------- | -------- | -------- | -------- | -------- | ------- | ------- | ------- | ------- | ------- | ------- |
| Présidentielle 2017 | Présidentielle 2017 |          | FN       | 25,88    |          | EM        | 20,92    |          | LFI       | 19,02    |          | LR       | 16,92    |         | FN      | 60,60   |         | EM      | 39,40   |
| Présidentielle 2022 | Présidentielle 2022 |          | RN       | 28,70    |          | LREM      | 26,97    |          | LFI       | 19,27    |          | REC      | 5,32     |         | LREM    | 54,63   |         | RN      | 45,37   |
| Législatives 2022   | 5e                  |          | RN       | 28,03    |          | MoDem-Ens | 23,89    |          | PCF-Nupes | 23,89    |          | LR       | 7,68     |         | MoDem   | 51,62   |         | RN      | 48,38   |
| Législatives 2024   | 5e                  |          | RN       | 39,01    |          | PCF-NFP   | 28,50    |          | MoDem-Ens | 21,31    |          | LR       | 9,05     |         | MoDem   | 54,39   |         | RN      | 45,61   |

### Liste des maires
| Période                                  | Période     | Identité           | Étiquette | Qualité                                              |
| ---------------------------------------- | ----------- | ------------------ | --------- | ---------------------------------------------------- |
| 1953                                     | 1959        | Alexandre Petit    |           |                                                      |
| 1959                                     | 1970        | Gui Padieu         | DVD       | Ingénieur agronome                                   |
| 1970                                     | 1977        | Marcel Le Droff    |           |                                                      |
| 1977                                     | 1988(décès) | Jean-Pierre Cottet | DVD       | Conseiller général du canton de Langeais (1982-1988) |
| mars 1989                                | juin 1995   | André Ricou        |           |                                                      |
| juin 1995                                | mars 2014   | Jean Gouzy         | DVG       | Conseiller général du canton de Langeais (2008-2015) |
| mars 2014                                | mai 2020    | Jean-Marie Carles  | DVG       | Retraité Conseiller départemental depuis 2015        |
| mai 2020                                 | En cours    | Sylvie Pointreau   | DVG       |                                                      |
| Les données manquantes sont à compléter. |             |                    |           |                                                      |

### Politique environnementale
Dans son palmarès 2016, le Conseil National des Villes et Villages Fleuris de France a attribué une fleur à la commune au Concours des villes et villages fleuris.

### Jumelage
Le canton de Langeais, dont fait partie la commune de Cinq-Mars-la-Pile, est jumelé depuis 1986 avec la ville allemande d'Eppstein.

## Population et société

### Démographie
L'évolution du nombre d'habitants est connue à travers les recensements de la population effectués dans la commune depuis 1793. Pour les communes de moins de 10 000 habitants, une enquête de recensement portant sur toute la population est réalisée tous les cinq ans, les populations de référence des années intermédiaires étant quant à elles estimées par interpolation ou extrapolation. Pour la commune, le premier recensement exhaustif entrant dans le cadre du nouveau dispositif a été réalisé en 2008.

En 2022, la commune comptait 3 943 habitants, en évolution de +12,34 % par rapport à 2016 (Indre-et-Loire : +1,67 %, France hors Mayotte : +2,11 %).
| 1793  | 1800  | 1806  | 1821  | 1831  | 1836  | 1841  | 1846  | 1851  |
| ----- | ----- | ----- | ----- | ----- | ----- | ----- | ----- | ----- |
| 1 200 | 1 187 | 1 102 | 1 270 | 1 626 | 1 690 | 1 728 | 2 200 | 1 889 |

| 1856  | 1861  | 1866  | 1872  | 1876  | 1881  | 1886  | 1891  | 1896  |
| ----- | ----- | ----- | ----- | ----- | ----- | ----- | ----- | ----- |
| 1 822 | 1 999 | 1 980 | 1 962 | 2 054 | 2 152 | 2 136 | 2 058 | 2 003 |

| 1901  | 1906  | 1911  | 1921  | 1926  | 1931  | 1936  | 1946  | 1954  |
| ----- | ----- | ----- | ----- | ----- | ----- | ----- | ----- | ----- |
| 2 010 | 1 941 | 1 799 | 1 791 | 1 837 | 1 731 | 1 613 | 1 850 | 2 110 |

| 1962  | 1968  | 1975  | 1982  | 1990  | 1999  | 2006  | 2008  | 2013  |
| ----- | ----- | ----- | ----- | ----- | ----- | ----- | ----- | ----- |
| 2 080 | 2 032 | 1 955 | 2 196 | 2 370 | 2 621 | 3 124 | 3 226 | 3 415 |

| 2018  | 2022  | - | - | - | - | - | - | - |
| ----- | ----- | - | - | - | - | - | - | - |
| 3 621 | 3 943 | - | - | - | - | - | - | - |

### Enseignement
Cinq-mars-la-pile se situe dans l'Académie d'Orléans-Tours (Zone B) et dans la circonscription de Langeais.
L'école maternelle publique et l'école élémentaire Courier accueillent les élèves de la commune.

## Économie
La commune était le siège d'un Centre de Coordination et de Sauvetage (CCS, RCC en anglais - Rescue and Coordination Center) compétent pour les accidents aériens en région Ouest. Ce centre a brièvement été impliqué dans les opérations de recherche du vol Air France 447 qui a disparu le 1er juin 2009. Ce RCC est fermé depuis le 31 août 2015 et son activité est reprise par le RCC de Lyon Mont Verdun.
Un CDC (Centre de Détection et de Contrôle Militaire) est localisé sur la base aérienne de Cinq Mars la Pile.

## Culture locale et patrimoine

### Lieux et monuments

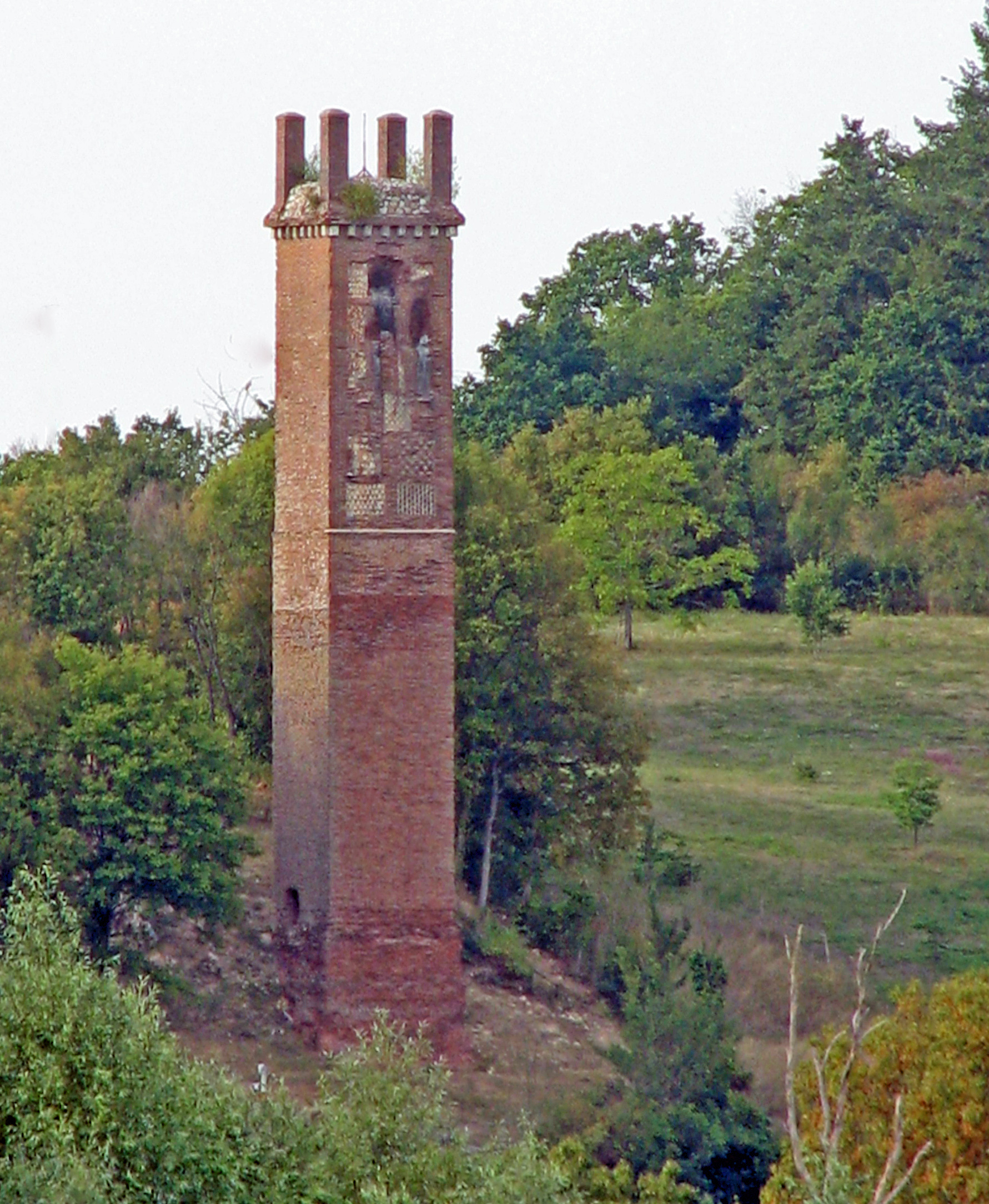
La pile gallo-romaine de Cinq-Mars-la-Pile est dessinée en 1770 par Félix Le Royer de La Sauvagère, dans son Recueil d’antiquités dans les Gaules.

- Pile de Cinq-Mars : la commune tire son nom d'une pile romaine, curieuse tour de briques juchée sur le coteau d'une trentaine de mètres de haut. Son état de conservation en fait un des éléments majeurs du patrimoine gallo-romain du département. Elle est datée du IIe siècle apr. J.-C. Il s'agit de la plus haute pile funéraire de Gaule (les autres édifices se trouvant en Aquitaine) surplombant la vallée de la Loire d'une cinquantaine de mètres.

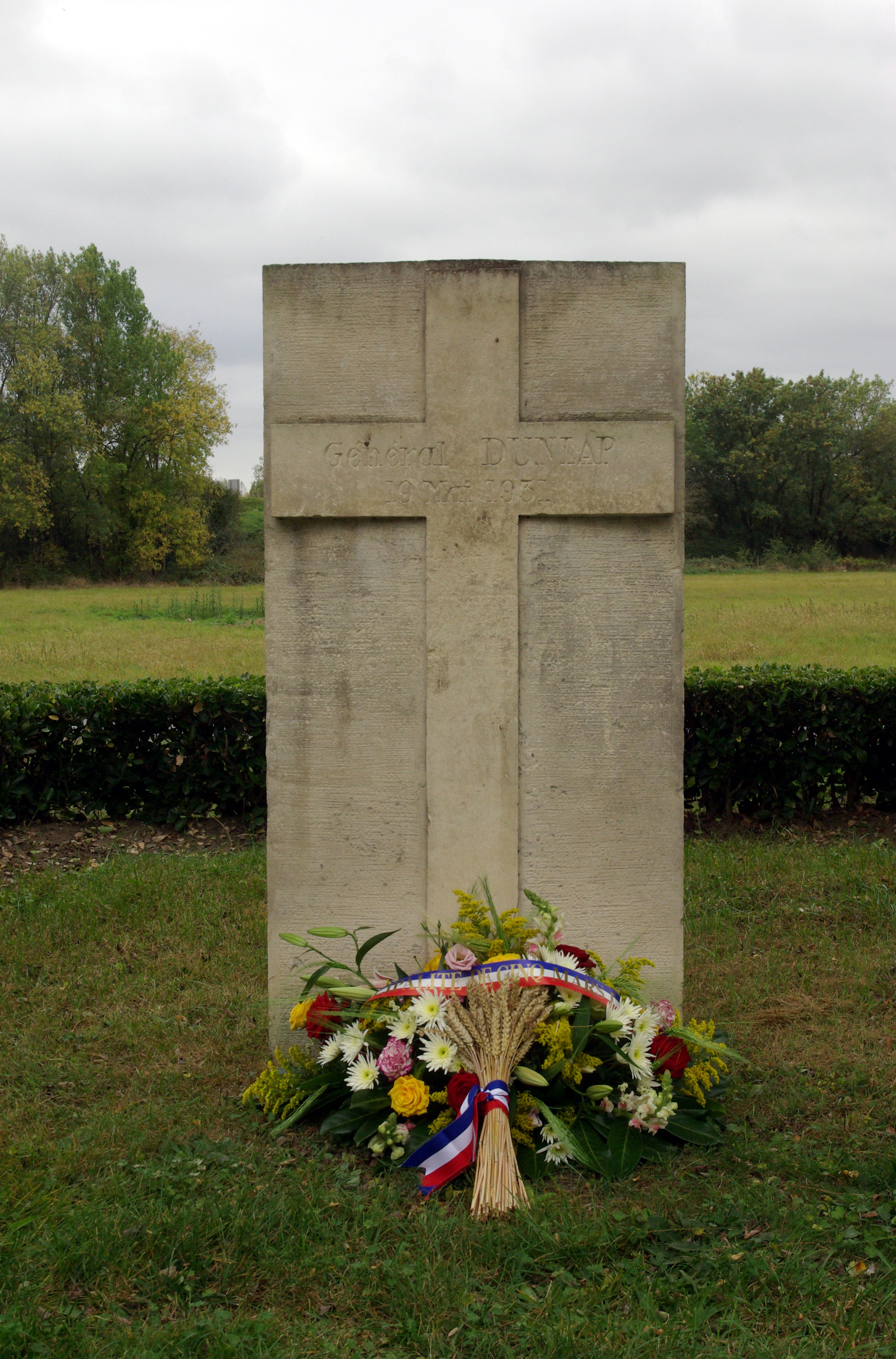
Borne de la Terre sacrée.

- Borne de la Terre sacrée, monument érigé à la mémoire de tous les soldats morts lors de la Première Guerre mondiale et œuvre du sculpteur et ancien poilu Gaston Deblaize. Il a réalisé cinq autres bornes semblables qui se trouvent au cimetière national d'Arlington à côté de  Washington, dans la chapelle du Simple soldat de l'église Saint-Louis des Invalides, sur le récif de Guernic, en face du fort de Penthièvre au large de la presqu'île de Quiberon dédiée aux morts américains (une réplique de cette borne, plus accessible, a été érigée près du parking du Fozo sur la commune de Saint-Pierre-Quiberon en 1997), sur la plage de la Terre sacrée, à Ajaccio et à Meures (Haute-Marne), village natal de Gaston Deblaize. Cette borne fut installée dans le village en l'honneur de Robert H. Dunlap, général américain des Marines, qui fut tué en mai 1931 en essayant de sauver une femme lors d'un éboulement de terrain dans le village. Vétéran de la Première Guerre mondiale, il était en France pour suivre les cours du Collège militaire[54].

- Château de Cinq-Mars.
- L'église Saint-Médard fait l'objet de la notice MH N° PA00097700 : clocher classé depuis 1915, transept et chevet inscrits depuis 1926[55]. La sacristie abrite une relique de saint Martin[56],[57].
- Château de la Farinière.
- Ancienne carrière de Meules à grains.
- Manoir de la Roche-Musset.

### Personnalités liées à la commune
- Henri Coiffier de Ruzé d'Effiat, marquis de Cinq-Mars. Fils du seigneur de Cinq-Mars la Pile. Instigateur de la conspiration homonyme contre le  cardinal de Richelieu, il est exécuté à Lyon en 1642.
- René Sain, mort en 1650, sieur de la Farinière, échevin perpétuel et maire de Tours.
- Paul-Louis Courier (1772-1825), écrivain, a vécu plusieurs années à Cinq-Mars. Son nom a été donné à l'école primaire.
- Sophie Feytaud, née Tavel (1802-1865), peintre française active entre 1822 et 1850, morte à Cinq-Mars-la-Pile.
- Nicolas Untersteller (1900-1967), peintre français, a été inhumé au cimetière de Cinq-Mars.-*
- Yvonne Schach-Duc (1933-2009), artiste, graveur, scientifique, décédée à Luynes.

### Héraldique
| Blason de Cinq-Mars-la-Pile | Les armes de Cinq-Mars-la-Pile se blasonnent ainsi : De gueules au chevron fascé-ondé d'argent et d'azur de six pièces, accompagné de trois lionceaux d'argent. Il s'agit d'une variante des armes de Henri Coiffier de Ruzé d'Effiat, marquis de Cinq-Mars. |